# Прямая поставка
Пряма́я поста́вка, или дропши́п (от англ. dropshipping), — метод управления цепью поставок, при котором посредник осуществляет розничную торговлю без промежуточного хранения товаров на собственном складе. Товары отгружаются покупателю со склада производителя, дилера или оптового торговца. Большинство подобных розничных торговцев получают прибыль от разницы между оптовой и розничной ценой, но бывает, что их доход формируется из комиссионных выплат, производимых оптовым продавцом. Ключевым отличием этого вида деятельности является то, что купленный товар отправляется покупателю с «чужого» склада.

## История возникновения
Родиной дропшиппинга принято считать США. Первое описание дропшиппинга появилось в 1927 году в учебнике «Принципы маркетинга» американских маркетологов Х. Мейнарда, В. Вейдлера и Т. Бекмана. Дропшипперы начала XX века торговали углём, промышленным оборудованием, нефтью, стройматериалами и сельхозпродукцией. В отличие от оптовых торговцев, дропшипперы не имели торговой инфраструктуры, в том числе складов, но были ближе к покупателю и могли быстрее с ним договариваться. В 1939 году на рынке США активно действовало свыше 1000 дропшипперов с продажами 475 млн долларов, что составляло около 2 % от всего объёма оптовой торговли. При этом доля трансакционных издержек дропшипперов в среднем составляла около 6,4 % от объёма продаж против 21,0 % у традиционных оптовых торговцев. В конце 1960-х годов развитие и удешевление средств связи и транспортной инфраструктуры снизило преимущества дропшиппинга как оптовой формы торговли.
Новую популярность дропшиппинг получил в начале 2000-х с развитием интернет-торговли. Идея была проста: продавать товары на своей интернет-площадке и передавать реквизиты покупателя непосредственным поставщикам для прямой отгрузки. Так в 2002 году возникла дропшиппинговая интернет-компания «Doba», ставшая лидером подобной модели в США.
Одной из крупнейших дропшиппинговых компаний в мире является AliExpress.

## Схема прямых поставок
Компания для розничной реализации товаров привлекает партнёров-посредников, которые обеспечивают «витрину» (например, через интернет-магазин, почтовую рассылку, каталоги), маркетинг, продвижение, приём заказов от конечных покупателей, документальное оформление сделок, приём оплаты. Розничный продавец при этом не имеет ни собственного склада, ни товарного запаса. Розничная цена может устанавливаться посредником на своё усмотрение, но может быть и оговорена поставщиком. Данные о заказах розничный продавец передаёт компании, которая обеспечивает упаковку (может включать название, логотип и контактную информацию розничного продавца) и отправку товара покупателю. При этом встречаются несколько вариантов оформления:
- с обратным адресом розничного продавца;
- без обратного адреса отправителя;
- с обратным адресом фулфилмент-центра.

Производители иногда для разных партнёров обеспечивают поставки одинакового товара под разными торговыми марками.
Продавцы на сайтах онлайн-аукционов, таких как eBay, также используют прямую доставку, когда приобретённые товары будут отправлены напрямую от оптовика покупателю.

## Преимущества прямых поставок
- Данный вид бизнеса практически не требует начального капитала, следовательно, посредник не несёт никаких рисков. Свои деньги он отдаст только после того, как получит оплату от покупателя.
- Посреднику не требуется наличие складских помещений для торговли. Всё, что ему нужно для ведения бизнеса — это компьютер с выходом в Интернет.
- Все заботы по отправке товара берёт на себя поставщик.
- Посредник имеет возможность сотрудничать с несколькими компаниями одновременно (если это прямо не запрещено контрактом), увеличивая таким образом ассортимент товаров и количество клиентов.
- Поставщик отправляет товары от имени посредника, благодаря чему тот может сделать узнаваемую торговую марку и рекламировать её.

## Возможные риски
Как и в любом другом бизнесе, определённая доля риска есть и в данном виде предпринимательства:
- У поставщика может не оказаться в наличии товара, который заказал клиент. В таком случае неизбежно возникают задержки, срывы срока доставки и недовольство клиентов розничным посредником, хотя причины этого находятся вне контроля продавца.
- На стадии доставки заказа могут возникнуть сложности на почте или таможне, отвечать за которые будет розничный продавец.
- Поставщик может вложить в посылку рекламный материал или контактную информацию другого посредника.
- Схема плохо работает (для России) в случае, когда поставщик и покупатель находятся в разных регионах. Успех интернет-магазина зачастую зависит от скорости и стоимости доставки.
- При международных отправлениях (заказ дропшиппером на почтовый адрес конечного покупателя) могут возникать юридические коллизии, так как по существующим правилам для почтовых отправлений обычно не уплачиваются таможенные платежи, включая НДС, и купленный таким образом товар можно использовать только для личных нужд.

## Способы оплаты
Обычно покупателю предлагается выбор из нескольких вариантов оплаты: банковскими переводами, через электронные деньги, переводами Western Union, наложенным платежом и др.
В России до сих пор основным способом оплаты в дистанционной торговле является оплата наличными при получении товара. Очень немногие дропшипперы предоставляют возможность оплаты банковскими картами.